# Jardín Etnobotánico Francisco Peláez R.
El Jardín Etnobotánico Francisco Peláez R. A.C. es un jardín botánico con una extensión de 5.000 m² que se encuentra en el Estado de Puebla, México. 
Está constituido como una Asociación Civil sin fines de lucro. 
Es miembro de la Asociación Mexicana de Jardines Botánicos, A.C. y del BGCI. Presenta trabajos para la Agenda Internacional para la Conservación en los Jardines Botánicos. 
El código de identificación internacional del Jardín Etnobotánico Francisco Peláez R. como miembro del "Botanic Gardens Conservation International" (BGCI), así como las siglas de su herbario es PFPR.
Actualmente está certificado por la Secretaría de Medio Ambiente y Recursos Naturales (SEMARNAT) como un Centro de Educación y Cultura Ambiental (CECA) y en junio de 2015 obtuvo la Mención Honorífica al Premio al Mérito Ecológico a nivel nacional en la categoría de Educación No Formal por parte de SEMARNAT.

## Localización
Se encuentra localizado en calle 2 sur 1700 en San Andrés Cholula, Estado de Puebla, 72810 México.
Planos y vistas satelitales19°2′44.16″N 98°18′32.76″O / 19.0456000, -98.3091000
Se encuentra abierto al púbico en general, el costo de la entrada es gratuito.

## Historia
Fundado en 1993, el Jardín Etnobotánico Francisco Pelaéz R. A.C se ha convertido a través de los años en un centro de estudio y conservación de la vida silvestre local. No solo alberga una gran colección de plantas medicinales, aromáticas y culinarias tanto mexicanas como de muchas partes del mundo, sino también una colección de insectos de la región con más de 3600 ejemplares. Asimismo es un punto de estudio y observación de las aves locales y migratorias. Actualmente el Jardín está desarrollando un Museo de la Biodiversidad Regional y un Santuario Urbano para Aves.

## Colecciones
Este jardín botánico alberga a siete jardines temáticos:
- Jardín de plantas aromáticas: Este Jardín alberga una colección de plantas que, por sus propiedades aromáticas, son utilizadas en la elaboración de diversos productos cosméticos.
- Jardín Blanco: El objetivo de este espacio es lograr un efecto monocromático al mezclar diversas plantas.
- Jardín de Lavandas: Un espacio conformado por diversas especies de Lavanda procedentes de todo el mundo.
- Jardín de Flor: Las plantas que conforman este jardín producen diversas variedades de hermosas flores.
- Jardín Culinario: Este jardín alberga algunas de las plantas más utilizadas en todas las cocinas del mundo.
- Jardín Contemplativo: En los monasterios de la Edad Media había jardines donde los monjes se podían relajar y era una invitación a la meditación, el objetivo de este jardín es retomar este concepto con plantas y hierbas sencillas, como la manzanilla.
- Jardín de Colores: Las plantas que forman parte de este jardín pueden ser utilizadas por sus propiedades tintoreas para la elaboración de tintes naturales.
- Jardín de Cocina: En este jardín se cultivan diversas especies de plantas que se pueden utilizar en la cocina, como vegetales, frutas, flores comestibles, etc.
- Huerto de Traspatio: Un espacio destinado destinado al cultivo de hortalizas, frutas, plantas aromáticas y medicianales. Este huerto tiene como objetivo promover el autoconsumo y la soberanía alimentaria.  .

## Actividades
Este centro trabaja cotidianamente en la construcción de una comunidad crítica y comprometida, que asume su rol y responsabilidad en el cuidado de la naturaleza. La propuesta educativa del Jardín Etnobotánico Francisco Peláez R. A.C. está conformada por talleres, pláticas y otras actividades formativas dentro de los siguientes ejes temáticos:
- Usando y disfrutando las plantas.
- Conociendo y entendiendo la biodiversidad.
- Cultivando para la vida.
- Viviendo ecológicamente.
- Creando y recreando una cultura.

Entre los de talleres que forman parte de la propuesta educativa del centro están:
- Haciendo papel, en este taller se hace papel con flores reciclando papel de periódico
- Pintando con la naturaleza, donde se utilizan flores y hojas para pintar, y se elaboran tintes con las plantas y pintamos con ellos.
- Capturando los sabores, este taller aprendemos a capturar el sabor de plantas y flores culinarias en azúcares, vinagres y aceites
- El botiquín del mundo, donde se aprende sobre el poder curativo de las plantas y se preparan unos remedios medicinales
- Principios de aromaterapia, se aprenden unas nociones básicas sobre la aromaterapia y las propiedades de los aceites esenciales
- Creando espacios de vida, donde se aprende de la interacción entre los animales y las plantas de un jardín
- La colecta y el herbario, se aprende a preparar un herbario con la colecta de las plantas, su secado, y anotación de nombre y características de la planta
- Manejo de los desperdicios: reciclaje y composta, aprovechar los desperdicios orgánicos para compostarlos y devolver los nutrientes al suelo para su aprovechamiento por las plantas
- El terrario, se aprende a crear un ecosistema en un frasco usando carbón, gravilla, tierra, agua y sembrando plantas en él.